# Tanacetum marionii
Tanacetum marionii — вид рослин з роду пижмо (Tanacetum) й родини айстрових (Asteraceae).

## Середовище проживання
Поширений у Грузії.